# Léon Théry

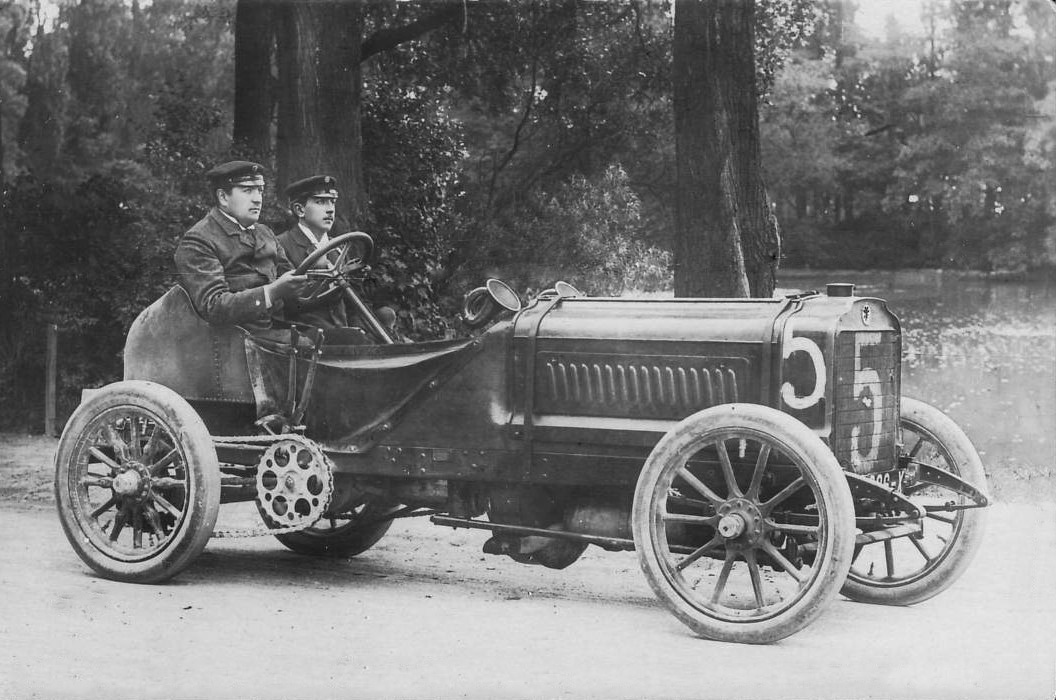
Léon Théry am Steuer eines Richard-Brasiers beim Gordon-Bennett-Cup 1904

Léon Théry (* 16. April 1879; † 8. März 1909 in Paris) war ein französischer Automobilrennfahrer.

## Leben
Théry kam als Mechaniker mit dem Motorsport in Berührung, setzte sich aber schon bald selbst hinter das Lenkrad. Sein erster Auftritt war das Rennen Paris–Bordeaux 1899. Bis 1903 erzielte er auf Decauville achtbare Ergebnisse, aber keine Spitzenresultate. Dies änderte sich 1904 mit dem Wechsel zum Team von Richard-Brasier, das 1905 zu Brasier wurde.
Er verstand es wie kaum ein zweiter, auf Konstanz anstelle von waghalsiger Geschwindigkeit zu setzen. Beim Gordon-Bennett-Rennen 1904 betrug der Zeitunterschied zwischen seiner schnellsten und seiner langsamsten Runde gerade drei Minuten – bei einer Streckenlänge von 128 km eine Glanzleistung. So konnte er dieses Rennen gewinnen, ein Erfolg, den er beim Gordon-Bennett-Rennen 1905 wiederholte.
Wie andere Rennfahrer seiner Epoche versuchte er, seine eigene Marke auf die Beine zu stellen, der Wagen „Théry“ kam jedoch über die Projektphase nie hinaus. Beim Grand Prix von Frankreich 1908 sah man ihn wieder am Steuer eines Brasier, er schied allerdings aus. Dieses Rennen war das letzte seiner Karriere, denn 1909 verstarb er 29-jährig in Paris an Tuberkulose. Seine letzte Ruhestätte fand er auf dem Friedhof Père-Lachaise.